# Religija u Bugarskoj
Religija u Bugarskoj zastupljena je s nekoliko vjerskih zajednica.

## Povijest
Bugarska je tradicijski pravoslavna zemlja. Osmanska osvajanja donijela su islam. Kroz povijest Bugarska je imala bogumilske hereze i pavličane, koje su rimokatolički misionari prevodili na rimokatoličanstvo, pa iako malobrojni, za Bugarsku se može reći da ima i svoju autohtonu katoličku tradiciju. Doba pripadnosti komunističkom bloku donijelo je promicanje ateizma.

## Vjerska struktura
Procjene koje navodi CIA za 2011. godinu govore o sljedećem vjerskom sastavu:
- pravoslavni (Bugarska pravoslavna Crkva) 59,4%
- muslimani (suniti) 7,8%
- ostali (katolici, protestanti, Armenski apostolski ortodoksni, židovske vjere) 1,7%
- bez vjere 3,7%
- nespecificirano 27,4%

## Galerija
- Širenje kršćanstva u Europi i na Sredozemlju.
- Europa u doba velike podjele 1054. godine.
- Religija u Europi, na Sredozemlju i na Bliskom Istoku 1100.
- Religije u Europi 1560.